# Polskie Uzdrowiska
Polskie Uzdrowiska – przedsiębiorstwo państwowe, powołane zarządzeniem ministra zdrowia Jerzego Sztachelskiego z 26 czerwca 1947 i nadano mu statut 27 stycznia 1949 roku.
Zgodnie z zarządzeniem wszystkie uzdrowiska, przedsiębiorstwa i zakłady uzdrowiskowe stanowiące własność Państwa, a znajdujące się w zarządzie Ministerstwa zostały wydzielone z administracji państwowej i utworzono przedsiębiorstwo państwowe prowadzone według zasad gospodarki handlowej w ramach państwowego planu gospodarczego. Siedzibą przedsiębiorstwa było m. st. Warszawa, a na nadzór państwowy nad przedsiębiorstwem sprawował Minister Zdrowia. Przedmiotem działania przedsiębiorstwa było prowadzenie całokształtu gospodarki obiektów państwowych, wymienionych w załączonym do niniejszego zarządzenia wykazie. W tymże wykazie wymieniono 49 uzdrowisk państwowych wydzielonych z administracji państwowej. 